# Locomotora GE U13
La General Electric U13 es una serie de locomotoras diésel-eléctricas perteneciente a la Serie Universal de General Electric.
Fueron fabricadas entre 1959 y 1967, donde se desarrollaron dos variantes; U13B y U13C. Para la variante B fueron fabricadas un total de 64 unidades, y para la variante C, un total de 109. La variante B fue especialmente fabricada para Brasil y Cuba, mientras que la C, lo fue para Argentina, Chile, Colombia, Gabón y Pakistán.

## Historia en Argentina

### Llegada al país
La historia de estas locomotoras en Argentina comienza en 1962, cuando Ferrocarriles Argentinos, para satisfacer el deseo de reemplazar varias locomotoras a vapor, realiza una compra de 70 unidades de la variante U13C a General Electric. Del total, 25 unidades fueron asignadas al Ferrocarril General Urquiza, y las 45 restantes al Ferrocarril General Roca. Si bien, se tratan de la misma variante, las unidades destinadas al Urquiza están equipadas con un compresor y exhaustor de seis cilindros, mientras que en las del Roca, son cuatro cilindros como exhaustor y dos como compresor.

### Historial operativo
Las 70 unidades destinadas en parte al Urquiza y al Roca, fueron empleadas generalmente para los servicios de carga y pasajeros en los ramales principales. En varias ocasiones, el Ferrocarril General Urquiza ha trasladado varias unidades a modo de préstamo, a otros ferrocarriles que necesiten de material tractivo para reforzar el servicio local de pasajeros, como por ejemplo, el Ferrocarril General Belgrano y el Ferrocarril General Roca.
Cuando ocurrió el fraccionamiento y privatización de los Ferrocarriles Argentinos, las nuevas empresas que adquirieron unidades U13C, como FEMESA, Metropolitano, UEPFP, Ferrosur Roca y SEFEPA, continuaron utilizándolas para prestar servicios de pasajeros y carga. Sin embargo, poco a poco fueron limitando sus operaciones hasta que terminaron siendo utilizadas solamente como locomotoras de maniobras. La empresa SEFEPA (Conocida actualmente como Tren Patagónico) no pudo utilizar dichas locomotoras, debido al mal estado en el que se encontraban.

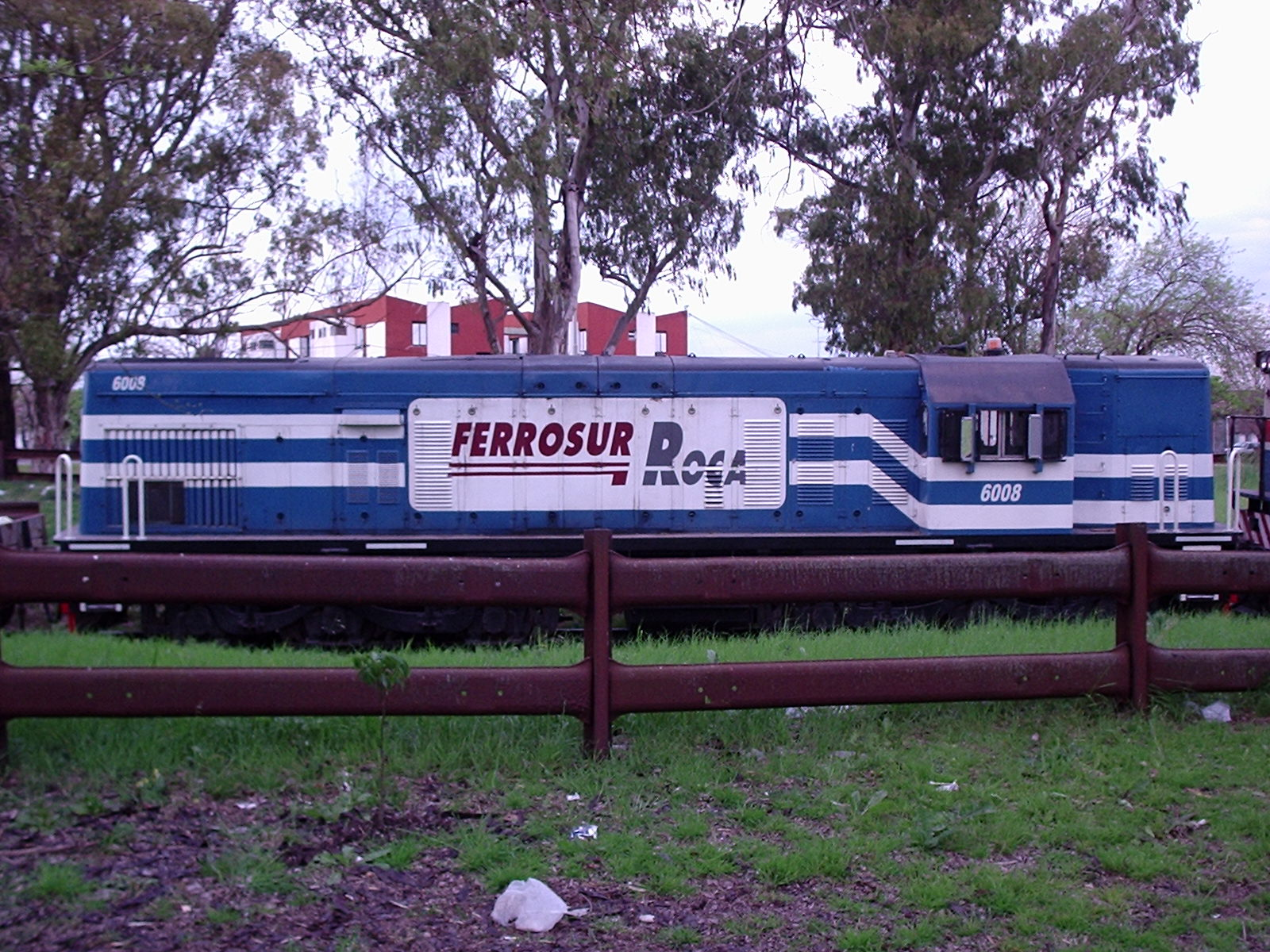
Una GE U13C de Ferrosur Roca.

## Propietarios originales

### U13B
| Ferrocarril                              | País   | Ancho de vía | Unidades |
| ---------------------------------------- | ------ | ------------ | -------- |
| Red de ferrocarril Paraná-Santa Catarina | Brasil | 1,000m       | 10       |
| Estrada de Ferro Leopoldina              | Brasil | 1,000m       | 44       |
| Ferrocarriles Occidentales de Cuba       | Cuba   | 1,435m       | 10       |

### U13C
| Ferrocarril                          | País      | Ancho de vía | Unidades |
| ------------------------------------ | --------- | ------------ | -------- |
| Ferrocarril General Roca             | Argentina | 1,676m       | 45       |
| Ferrocarril General Urquiza          | Argentina | 1,435m       | 25       |
| Empresa de Ferrocarriles del Estado  | Chile     | 1,000m       | 8        |
| Ferrocarriles Nacionales de Colombia | Colombia  | 0,914m       | 6        |
| Pakistan Eastern Railway             | Pakistán  | 1,676m       | 10       |
| Comilog                              | Gabón     | 1,067m       | 15       |